# 郭祥瑞
郭祥瑞（？—？），字玉六，號毓麓，河南新鄉縣人。清朝政治人物。

## 生平
郭祥瑞自幼失去父母，在貧困中努力求學。雖然早年即成生員，身負時望，但鄉試卻屢試不第。直到道光二十三年（1843年）方得獲選優貢，并於次年甲辰科順天鄉試考中舉人。道光二十七年（1847年），郭祥瑞參加丁未科會試中式，殿試位列張之萬榜二甲第十一名，賜進士出身。朝考後未能入翰林，分至戶部，曾分校鄉、會試。咸豐十年（1860年）補監察御史，幫辦五城團防。同年英法聯軍攻入北京，郭祥瑞晝夜巡緝，因功升給事中，任職四年，曾參劾兩江總督何桂清。同治元年（1862年）典鄉試，不久授廣東督糧道。同治五年（1866年）升廣東按察使，次年署布政使，深受廣東巡撫蔣益澧倚重。但兩廣總督瑞常與蔣不和，故借口其擅自動用庫款，參奏將其革職，郭祥瑞作為布政使也按例降調，遂回鄉家居，數年間，雖不甚寬裕仍熱心公益。著有《拙齋漫譚》、《諫垣奏稿》、《人鑑》等。民國《新鄉縣續志》有傳。